# Jacqueline Sloane
Jacqueline Sloane, souvent surnommée « Jack », est un personnage fictif de la série américaine NCIS : Enquêtes spéciales. Psychologue de formation, elle est interprétée par Maria Bello depuis le 4e épisode de la saison 15.

## Histoire du personnage

### Saison 15 (2017-2018)
Jacqueline Sloane, Agent spécial et docteur en psychologie, est affectée au Q.G. du NCIS à Washington D.C. sur la demande du directeur Vance. Elle rencontre l'équipe dans le 4e épisode de la saison 15, En pleine tempête. Alors qu'un ouragan menace la côte est, Jack se réfugie chez Leroy Jethro Gibbs mais ne lui révèle pas son identité, même si ce dernier avait bien compris qui elle était, car le Dr Mallard avait prévenu Gibbs de l'arrivée d'une collègue experte en psychologie criminelle. On comprend au cours de l'épisode qu'elle a un passé commun avec le directeur Vance. Alors qu'elle va s'entraîner seule dans la salle de sport de l'agence, on découvre qu'elle a des cicatrices de coups durs dans le dos.
La psychologue a une relation assez conflictuelle avec Gibbs : deux épisodes plus tard, Le Témoin X, il l'accuse d'avoir communiqué des informations internes à une avocate avec qui elle avait établie une relation amicale, ce qui était en fin de compte faux.
Elle insiste pour escorter un militaire à la retraite en Afghanistan dans l'épisode 10, Père et Fils, afin de récupérer une boîte cachée dans une base américaine, qui contient les bracelets d'identification des anciens camarades d'armée de Sloane, les Wingos.
Jacqueline Sloane ne supporte pas le fait d'être coincée dans la même pièce pendant plusieurs heures au cours du 18e épisode de la saison, À huis clos, cela lui rappelant sa période de captivité.
Après la démission d'Abigail Sciuto, Jack aide l'équipe à se concentrer sur l'essentiel, surtout Tim qui a perdu ses repères après 15 ans de travail avec elle.
C'est dans le dernier épisode de la saison, La Vengeance dans la peau, que l'on apprend l'origine des cicatrices de Jacqueline Sloane : alors qu'elle était déployée en Afghanistan, Jacqueline et les autres membres de son équipe ont été faits prisonniers de guerre et torturés par une bande de terroristes qui voulaient des informations sur les bases militaires américaines. Elle est la seule à avoir survécu, mais elle reconnaît la voix de son agresseur, que le monde entier croyait mort dans une frappe de drone. En faisant des recherches, elle découvre que l'homme qu'elle a entendu travaille pour l'ambassade du Royaume-Uni mais reste persuadée qu'il s'agit bien de l'homme qui l'a torturée. La fin de l'épisode révèle qu'elle avait bien raison, et que Masahun est parvenu à s'échapper en enlevant l'actuel Directeur du NCIS, qui avait à l'époque dirigé l'équipe de sauvetage en Afghanistan. C'est d'ailleurs à ce moment-là qu'à débuté la grande amitié entre les deux personnages

### Saison 16 (2018-2019)
On découvre à la fin du 10e épisode, Sans Famille, que Sloane a une fille biologique nommée Faith Tolliver, qu'elle a été contrainte d'abandonner pour une raison inconnue.
Au cours du 19e épisode la saison 16, Perennial, Jacqueline décide de se retirer de l'enquête sans expliquer à Gibbs pourquoi. Lorsque ce dernier revient vers elle, pour insister, elle lui explique que sa fille biologique, Faith Tolliver, une infirmière, fait partie des témoins de l'enquête. Les deux femmes finissent par se rencontrer mais agissent comme si elles ne se connaissaient pas, mais la vérité éclate lorsque Sloane surveille l'appartement de sa fille pendant la nuit. Cette dernière la surprend et lui révèle qu'elle est au courant qu'elle est sa mère biologique, et lui dit qu'elle ne souhaite pas la revoir, ayant appris à vivre sans elle. À la fin de l'enquête, elle lui laisse son numéro de téléphone et une photo d'elle avec Faith, prise juste après l'accouchement. On apprend au cours de la 17ème saison qu'elle a subi un viol jeune après une fête étudiante, et que Faith est la fille issue de ce viol (elle avait 19 ans à l'époque), et qu'elle a été obligée de la confier à une famille d'accueil. On apprend tout cela lorsque Faith demande à sa mère de remplir un dossier d'antécédents médicaux. Jack est alors déboussolée et demande conseil à Vance, dont elle est très proche et qui la connaît par cœur depuis la mission en Afghanistan. Ce dernier lui dit de remplir le dossier et de dire la vérité à Faith. Elle va aussi voir Ducky qui l'aide à remplir le dossier. Elle essaye d'en parler à Gibbs qui est occupé sur son enquête et qui est tourmenté par des idées dans sa tête. Elle finit par en parler à Faith autour d'un café mais Faith est elle aussi allé voir son père et elle a appris l'histoire et la raison pour laquelle elle a été "abandonnée" par sa mère.

### Saison 18 (2020-2021)
Cela faisait plusieurs épisodes que le personnage de Sloane envisageait de rendre son badge afin de s’installer au Costa Rica pour mener une vie tranquille loin des États-Unis. Mais finalement, c’est en Afghanistan qu’elle décide de partir après une mission, à la fin de l'épisode elle et Gibbs se laisseront sur un baiser d'adieu.